# Iván Sosa
Pour les articles homonymes, voir Sosa.
Sosa  Cuervo est un nom espagnol. Le premier nom de famille, en général paternel, est Sosa ; le second, en général maternel, souvent omis, est Cuervo.
Iván Ramiro Sosa Cuervo, né le 31 octobre 1997 à Pasca, est un coureur cycliste colombien, membre de l'équipe Movistar.

## Biographie

### Carrière chez les amateurs
Issue d'une famille d'agriculteurs, Iván Sosa naît le 31 octobre 1997 à Pasca, près de la commune de Fusagasugá dont est originaire Luis Herrera. Sa ville de naissance est située à haute altitude dans les Andes colombiennes. Son père, amateur de cyclisme, a choisi le prénom d'Iván pour son fils en référence à Iván Parra, un cycliste colombien qu'il admire. Son cousin Jhojan García est également coureur cycliste. Sosa quitte la Colombie pour l'Europe au début de l'année 2016 afin de courir pour le club italien Maltinti Lampadari. Il s'installe à Empoli. Auteur de plusieurs places d'honneur, il s'illustre en particulier au mois de juin lors de la Schio-Ossario del Pasubio, course pour grimpeurs réservée aux coureurs de moins de 23 ans, en s'imposant en solitaire devant deux coureurs de la formation Colpack,. Au mois d'août, il participe au Tour de l'Avenir au sein de la sélection nationale colombienne. À l'issue de cette saison, il signe un contrat en faveur de l'équipe continentale professionnelle Androni Giocattoli,.

### 2017-2018: révélation chez Androni Giocattoli
Il fait ses débuts en 2017 au Tour du Táchira, où il occupe la deuxième place au classement général après huit étapes. Lors de la neuvième étape, il perd plus de deux minutes, ce qui le fait rétrograder à la septième place. Il conserve cette place et termine meilleur jeune de l'épreuve. En juin, il se classe troisième du classement final du Tour de Bihor à 35 secondes du vainqueur, son coéquipier Rodolfo Torres. Il est une nouvelle fois meilleur jeune. En août, il participe au Tour de l'Avenir, dans lequel il se classe 38e et aide son coéquipier Egan Bernal à s'imposer.
En janvier 2018, il remporte sa première victoire en tant que professionnel lors de la quatrième étape du Tour du Táchira. Cependant, c'est sa performance le mois suivant qui attire l'attention des médias, après avoir terminé sixième de la première édition de la course à étapes colombienne, la Colombia Oro y Paz. En avril, il participe au Tour des Alpes, où il crée la sensation en portant le maillot de leader du classement général après avoir terminé troisième des deux premières étapes de montagne, devant des coureurs tels que Christopher Froome, Thibaut Pinot et Fabio Aru. Il perd son maillot de leader après une chute causée par une moto de course lors de la descente de la troisième étape. Sosa ne fait pas partie de la composition de l'équipe prévue pour le Tour d'Italie. Son directeur d'équipe, Gianni Savio, a déclaré que la performance impressionnante de Sosa au Tour des Alpes ne l'avait pas obligé à revenir sur sa décision, en affirmant que sa philosophie était de découvrir des talents et de les laisser se développer petit à petit.
À la place, il participe en Roumanie début juin au Tour de Bihor, où il remporte le classement général ainsi qu'une étape. Plus tard le même mois, il gagne une étape et le classement général de la nouvelle course par étapes italienne, l'Adriatica Ionica Race. Il poursuit sa série en s'adjugeant deux autres courses par étapes et à chaque fois une étape sur le Sibiu Cycling Tour et le Tour de Burgos. Annoncé comme le favori du Tour de l'Avenir, il doit cependant se contenter d'une victoire d'étape et d'une sixième place au général. En septembre, il abandonne les mondiaux espoirs, malgré un profil favorable aux grimpeurs.
À la fin de la saison 2018, ses performances et son jeune âge (21 ans) attirent les convoitises. Il est toujours sous contrat avec Androni, mais il fait l'objet d’une bataille financière et juridique, avec d'un côté son agent qui fait monter les enchères et de l'autre côté les équipes Trek et Sky, deux équipes World Tour qui annoncent avoir racheté son contrat pour le recruter. Le 26 novembre, il est annoncé qu'il a signé chez Sky (qui indemnise Androni Giocattoli de 120 000 euros), où il retrouve son compatriote Egan Bernal, autre grand espoir du cyclisme international.

### 2019-2021: expérience mitigée chez Sky/Ineos
Il commence bien sa saison 2019 au sein de l'équipe Sky en terminant deuxième et meilleur grimpeur du Tour Colombia, derrière Miguel Ángel López. En mai, il dispute son premier grand tour avec le Tour d'Italie, où il se classe 44e. Fin juin, il remporte une étape de la Route d'Occitanie, où il termine deuxième et meilleur jeune de l'épreuve à huit secondes d'Alejandro Valverde. En août, il domine une nouvelle fois le Tour de Burgos, où il s'adjuge deux étapes, le classement général, celui de la montagne et celui du meilleur jeune. Le 10 octobre, il termine deuxième du Tour du Piémont, après avoir aidé Egan Bernal à s'imposer.
Lors de la saison 2020, marquée par l'arrêt des courses en raison de la pandémie de Covid-19, il gagne la dernière étape du Tour de Burgos. Il participe à son premier Tour d'Espagne, où il prend la 62e place. 
En début de saison 2021, il remporte lors du  Tour de La Provence, l'étape du Mont Ventoux, le classement général et celui du meilleur jeune. Malgré un bon niveau sur la Semaine internationale Coppi et Bartali, il se montre moins en réussite sur les autres courses par étapes de première partie de saison. En mai, il n'est finalement par retenu dans la sélection pour le Tour d'Italie, remporté par son compatriote Egan Bernal. Après s'être aligné sur le Tour de l'Algarve en mai, Sosa n'est au départ d'aucune course, jusqu'à ce qu'il participe à une série d'épreuves d'un jour en Italie en septembre et octobre. Après cette saison sans grand tour, il quitte Ineos pour rejoindre l'équipe World Tour espagnole Movistar.

### 2022-2024: chez Movistar
Pour la saison 2022, il a comme objectif le Tour d'Italie au sein de sa nouvelle équipe Movistar,.

## Palmarès et résultats

### Par années
| - 2015 - 4e étape de la Vuelta del Porvenir - 2016 - Schio-Ossario del Pasubio - 2e du Trofeo San Leolino - 2e du Trophée de la ville de Malmantile - 2017 - 3e du Tour de Bihor - 2018 - 4e étape du Tour du Táchira - Tour de Bihor : - Classement général - 2e étape (a) - Adriatica Ionica Race : - Classement général - 3e étape - Sibiu Cycling Tour : - Classement général - 1re étape - Tour de Burgos : - Classement général - 5e étape - 7e étape du Tour de l'Avenir - 2019 - 3e étape de la Route d'Occitanie - Tour de Burgos : - Classement général - 3e et 5e étapes - 2e du Tour Colombia - 2e de la Route d'Occitanie - 2e du Tour du Piémont | - 2020 - 5e étape du Tour de Burgos - 2021 - Tour de La Provence : - Classement général - 3e étape - 2022 - Tour des Asturies : - Classement général - 2e étape - Tour de Langkawi : - Classement général - 3e étape - 2023 - 3e du Tour des Asturies - 2025 - 3e de la Mercan'Tour Classic Alpes-Maritimes |  |

### Résultats sur les grands tours

#### Tour d'Italie
3 participations
- 2019 : 44e
- 2022 : 49e

#### Tour d'Espagne
1 participation
- 2020 : 62e

### Classements mondiaux
| Année                                 | 2017 | 2018 | 2019 | 2020 | 2021 | 2022 | 2023 | 2024 |
| ------------------------------------- | ---- | ---- | ---- | ---- | ---- | ---- | ---- | ---- |
| Classement mondial                    | 986e | 93e  | 110e | 838e | 284e | 119e | 408e | 466e |
| UCI Europe Tour                       | 758e | 11e  |      |      |      |      |      |      |
| UCI Asia Tour                         | 355e | nc   |      |      |      |      |      |      |
| UCI America Tour                      | 328e | 86e  | 9e   | 62e  | 25e  | 12e  | 39e  | 42e  |
|                                       |      |      |      |      |      |      |      |      |
| Légende : nc = non classéSource : UCI |      |      |      |      |      |      |      |      |